# Zapadni Wei
Zapadna dinastija Wei (kineski: 西魏朝, pinyin: Xī Wèi Cháo) je bila kineska dinastija koja je nakon raspada dinastije Sjeverni Wei vladala na sjeveru Kine od 535. do 556. godine.

## Povijest
Dinastija je nastala zahvaljujući sukobima u dinastiji Sjeverni Wei koja je prije toga više od stoljeća vladala sjevernom Kinom. Godine 534., car Xiaowu je nakon sukoba s generalom Gao Huanom pobjegao na zapad i pronašao utočište kod generala Yuwen Taija. Gao Huan je na to reagirao proglasivši njegovog rođaka Yuan Shanjiana za cara po imenu Xiaojing, a teritorij pod njegovom vlašću je postao poznat kao država Istočni Wei. Xiaowu je, međutim, već za nekoliko mjeseci došao u sukob i s Yuwen Taijem koji ga je ubio, a njegovog rođaka Yuan Baojua imenovao za cara države koja je kasnije postala poznata kao Zapadni Wei. Tako se dinastija Sjeverni Wei raspala na dva entiteta s dva cara, kojima su kao marionetama upravljali svemoćni generali. 
Car Wen je, za razliku od svog prethodnika, imao dobre odnose s Yuwenom, ali nije imao nikakvu efektivnu vlast. Njegova supruga ujedno i prva carica novonastale države bila je Carica Yifu, s kojom je ima 12 djece.
Isprva je po teritoriju i broju stanovnika Zapadni Wei bio manji od svog istočnog suparnika, ali je to nadoknadila bogatstvom i vojnim uspjesima. Od južne dinastije Liang je preuzela zapadne teritorije, uključujući Sečuan. Godine 557., Yuwen Taijev nećak, Yuwen Hu, je svrgnuo cara Gonga i na prijestolje doveo Yuwen Taijevog sina, Yuwen Juea, pod imenom car Xiaomin. Tako je nastala nova dinastija Sjeverni Zhou. Iste godine je bivši car Gong ubijen, čime je ugašena dinastija Zapadni Wei. No, kako je država Wei nakratko nadživjela suparničku državu Istočni Wei, car Gong se ponekad smatra i posljednjim vladarom države Sjeverni Wei.

## Vladari Zapadnog Weija
| Postumno ime (Shi Hao 諡號)                | Rodno ime                       | Razdoblje vladavine | Prijestolno ime (Nian Hao 年號) i godine vladavine |
| ------------------------------------------ | ------------------------------- | ------------------- | -------------------------------------------------- |
| Sjeverna dinastija                         |                                 |                     |                                                    |
| Dinastija Zapadni Wei 535. – 556.          |                                 |                     |                                                    |
| Konvencionalno: Zapadni Wei + postumno ime |                                 |                     |                                                    |
| Wen Di (文帝 wén dì)                       | Yuan Baoju (元寶炬 yuán bǎo jù) | 535. – 551.         | Datong (大統 dà tǒng) 535. – 551.                  |
| Fei Di (廢帝 fèi dì)                       | Yuan Qin (元欽 yuán qīn)        | 552. – 554.         | nema                                               |
| Gong Di (恭帝 gōng dì)                     | Tuoba Kuo (拓拔廓 tuò bá kuò)   | 554. – 556.         | nema                                               |

## Vanjske poveznice
- History of China:  A good collection of information on Chinese history  Arhivirana inačica izvorne stranice od 22. travnja 2017. (Wayback Machine) (engl.)